# العام السابق في مارينباد
العام السابق في مارينباد هو فيلم من نوع دراما أُصدر في 1961. الفيلم من إنتاج Cineriz ‏، ومن توزيع ستوديو كنال، وهو من إخراج آلان رينيه، أما السيناريو فكان من كتابة ألان روب جرييه.

## القصة
تدور أحداث الفيلم حول لقاء رجل بامرأة في أحد الفنادق واصراره علي أنه التقي بها منذ عام في ذات الفندق.

## طاقم التمثيل
- ساشا بيتوف
- فرانسواز سبيرا  [لغات أخرى]‏
- دلفين سيرينج
- Giorgio Albertazzi [الإنجليزية]‏
- فرانسواز بيرتن
- Gilles Quéant  [لغات أخرى]‏
- جيرار لورين  [لغات أخرى]‏
- جان لانيير  [لغات أخرى]‏
- لوس غارسيا فيل  [لغات أخرى]‏
- بيير باربو
- Davide Montemurri  [لغات أخرى]‏
- الان ادواردز

## وصلات خارجية
- العام السابق في مارينباد على موقع IMDb (الإنجليزية)
- العام السابق في مارينباد على موقع الموسوعة البريطانية (الإنجليزية)
- العام السابق في مارينباد على موقع روتن توميتوز (الإنجليزية)
- العام السابق في مارينباد على موقع نتفليكس (الإنجليزية)
- العام السابق في مارينباد على موقع ألو سيني (الفرنسية)
- العام السابق في مارينباد على موقع Turner Classic Movies (الإنجليزية)
- العام السابق في مارينباد على موقع أول موفي (الإنجليزية)
- العام السابق في مارينباد على موقع فيلمافينيتي (الإسبانية)
- العام السابق في مارينباد على موقع قاعدة بيانات الأفلام السويدية (السويدية)
- العام السابق في مارينباد على موقع قاعدة بيانات الفيلم (الإنجليزية)